# Hipertimesia
En psiquiatría, la hipertimesia, también llamada síndrome hipermnésico (Hyperthymestic syndrome or Highly Superior Autobiographical Memory (HSAM)), es un trastorno neurológico consistente en el aumento de la función de evocación sin que se observe una hiperfunción en cuanto a la capacidad de almacenamiento. Las personas afectadas por este síndrome poseen una memoria autobiográfica definidamente muy superior, es decir, pueden recordar hasta el más mínimo detalle autobiográfico. Es un trastorno bastante poco común en la población.

## Etimología
El término "hipertimesia deriva del griego hiper = exceso y "timesia" = thymesis (θύμησις) 'recordar'. Como se describió por primera vez en 2006 en un artículo de Neurocase titulado "Un caso inusual del recuerdo autobiográfico", las dos características definitorias de hipertimesia son:
1. la persona utiliza una cantidad anormalmente grande de tiempo en pensar sobre su pasado personal;
2. la persona tiene una extraordinaria capacidad para recordar eventos específicos del pasado en general, y personal.[4]

## Síntomas y Signos
Los individuos de hipertimesia pueden recordar los acontecimientos que han experimentado personalmente. A una persona hipertimésica se le puede indicar una fecha y ésta describirá los hechos ocurridos ese día, incluso el clima y muchos detalles aparentemente triviales que la mayoría de la gente no sería capaz de recordar.
  Quienes la padecen describen sus recuerdos como asociaciones incontrolables; cuando recuerdan una fecha, «ven» una representación vívida de ese día en su mente.
Las personas con hipertimesia pueden recordar en qué día de la semana cayó cada fecha, pero no son necesariamente planificadoras como las personas con autismo o síndrome de savant; sus recuerdos se limitan a los días en un calendario «mental personal». 
  La asociación mental se produce de manera automática y casi inevitable. Por otra parte, la hipnosis parece poder provocar en algunas personas una hipermnesia transitoria.

## Casos
Se han detectado múltiples casos de hipertimesia, con seis estudiados.  Los investigadores de la Universidad de California en Irvine - Elizabeth Parker, Larry Cahill y James McGaugh estudiaron este síndrome en una mujer identificada solo por las iniciales "AJ" (que más tarde reveló su identidad como Jill Price, de Los Ángeles, en un libro publicado el 9 de mayo de 2008) cuya memoria se caracteriza como "sin pausa, incontrolable, y automática".  AJ se dio cuenta de los cambios básicos en su memoria en 1974, cuando tenía ocho años. A partir de 1980 al parecer puede recordar todos los días.
Después de que el estudio fuese publicado en 2006 en la revista Neurocase, aparecieron más casos con esta capacidad. Hasta ahora, se consideran otros tres casos como auténticos: un hombre del estado de Wisconsin  llamado Brad Williams, y Rick Baron del Estado de Ohio. Un cuarto caso ha sido identificado por los investigadores.
El neuropsicólogo ruso Aleksandr Lúriya documentó un caso inusual de la memoria en su libro La mente de un Nemotecnista: Un pequeño libro sobre una vasta memoria. Un joven ruso, Solomón Shereshevski, muy diferente de Jill Price (AJ), quien podía memorizar cantidades prácticamente ilimitadas de información deliberadamente, mientras que Price no podía hacerlo. Ella sólo podía recordar la información autobiográfica (y los eventos que había visto personalmente en las noticias o leídos). No era muy buena para memorizar cualquier cosa, según el estudio publicado en Neurocase. Shereshevskii también fue famoso como un caso interesante de sinestesia. 
A medida que la hipertimesia se va conociendo, más gente se anima a revelar que posee dicha característica. El 19 de diciembre de 2010, Marilu Henner, la estrella de la recordada serie televisiva estadounidense Taxi, se presentó en el famoso programa 60 minutos de la cadena CBS donde reconoció que poseía la habilidad denominada «memoria autobiográfica superior». Henner afirmó que recuerda casi todos los días de su vida desde que tenía 11 años de edad. El programa comenzó inicialmente como una historia sobre la supermemoria del violinista Louise Owen, pero la conductora Lesley Stahl comentó que su amiga Marilu Henner tiene una capacidad similar y se convirtió en uno de los cinco participantes en la historia (de los ocho casos conocidos).